# Tugny-et-Pont
 Tugny-et-Pont  là một xã ở tỉnh Aisne, vùng Hauts-de-France thuộc miền bắc nước Pháp.